# 艾于赫峰
艾于赫峰（英語：Aurhø Peak），是南極洲的山峰，位於毛德皇后地的瑪塔公主海岸，處於斯萊特菲耶爾山以東1.6公里，屬於阿爾曼嶺的一部分，現時由南極條約體系管理。